# گل‌های خشخاش
گُل‌های خشخاش (به انگلیسی: Poppy Flowers) (که با نام گُلدان  گُل‌ها هم شناخته می‌شود) یک نقاشی است که توسط ونسان ون گوگ کشیده شده‌است و قیمت آن ۵۰ تا ۵۵ میلیون دلار تخمین زده شده‌است. در اوت ۲۰۱۰ از موزه محمد محمود خلیل قاهره دزدیده شد و هنوز هم پیدا نشده است.
مسئولان مصری به اشتباه فکر می‌کردند که روی تابلو را پوشانده‌اند. ساعت‌ها پس از دزدیده شدن تابلو زمانی که دو ایتالیایی تلاش کردند در فرودگاه بین‌المللی قاهره سوار هواپیما شوند آن‌ها دچار شک و تردید شدند.
همان تابلو ازهمان موزه در ۴ ژوئن ۱۹۷۷ دزدیده شده بود؛ و ۱۰ سال بعد در کویت پیدا شد.
اندازه نقاشی کوچک و ۵۴*۶۵ سانتیمتر است و نقش گل‌های زرد و قرمز خشخاش است. گفته می‌شود که ون گوگ آن را در سال ۱۸۸۷ سه سال قبل از خودکشی کشیده است. نقاشی که گلدانی از گل‌های زرد و قرمز خشخاش است با زمینه تیره در تقابل است و انعکاسی از تحسین عمیق آدولف مونتچیلی توسط ون گوگ است. نقاش پیری که کارهایش زمانی که برای اولین بار در سال ۱۸۸۶ آن‌ها را در پاریس دید روی او اثر گذاشت.

## عکس العمل‌ها نسبت به دزدی
در ماه اکتبر سال ۲۰۱۰، یک دادگاه مصری ۱۱ نفر از کارمندان وزارت فرهنگ از جمله قائم مقام وزارت فرهنگ محسن شالان را به خاطر کوتاهی در انجام وظیفه مجرم شناخت،  آن‌ها با پرداخت حدود ۱٬۷۵۰ دلار آزاد شدند. میلیادر مصری نجیب انسی ساویرس برای کسی که اطلاعاتی بدهد که موجب پیدا شدن نقاشی گردد ۱۷۵٬۰۰۰ دلار پاداش تعیین کرد.